# ヨーロッパ女子サッカー競技会1987
ヨーロッパ女子サッカー競技会1987（英: 1987 European Competition for Women's Football）は、1987年6月11日から6月14日にかけて、ノルウェーで開催された第2回目のUEFA欧州女子選手権（女子ユーロ）である。決勝で開催国のノルウェーが前回大会優勝国のスウェーデンを破り初優勝。大会が4つの予選グループから始まるのは前回大会と同様だが、今回は準決勝に出場する4チームが決定した後に開催国が選定された。

## 結果

### 準決勝
| 1987年6月11日 |

| ノルウェー                      | 2 - 0    | イタリア |
| ステンダル 40分 · ストール 73分 | レポート |          |

| ウレヴォール・スタディオン（オスロ） 観客数: 5,154人 |

| 1987年6月11日 |

| スウェーデン                             | 3 - 2 (延長) | イングランド                    |
| ボルイェソン 32分 · アクセン 50分, 100分 | レポート     | シェラード 35分 · デービス 43分 |

| メレス・スタディオン（モス） 観客数: 300人 |

### 3位決定戦
| 1987年6月13日 |

| イタリア                            | 2 - 1    | イングランド      |
| モラーチェ 36分 · ヴィニョット 50分 | レポート | デービス 4分 (PK) |

| マリーンリスト・スタディオン（ドランメン） 観客数: 504人 |

### 決勝
| 1987年6月14日 |

| ノルウェー            | 2 - 1    | スウェーデン        |
| ステンダル 28分, 72分 | レポート | ヴィーデクッル 73分 |

| ウレヴォール・スタディオン（オスロ） 観客数: 8,470人 主審: Eeko Aho |

## 優勝国
| ヨーロッパ女子サッカー競技会1987優勝国 |
| -------------------------------------- |
| · ノルウェー · 初優勝                  |